# Geoglossaceae
Classe
Ordre
Famille
Les Geoglossaceae sont une famille de champignons ascomycètes, uniques représentants de l'ordre des Geoglossales et de la classe des Geoglossomycetes.

## Liste des genres
Selon BioLib (19 mai 2020) :
- genre Geoglossum Pers.
- genre Glutinoglossum Hustad, A. N. Mill., Dentinger & P. F. Cannon
- genre Leucoglossum S. Imai
- genre Maasoglossum K.S. Thind & R. Sharma
- genre Phaeoglossum Petch
- genre Sarcoleotia S. Ito & S. Imai
- genre Thuemenidium Kuntze
- genre Trichoglossum Boud.